# Ning Hao
Ning Hao (chinois : 宁浩, né le 9 septembre 1977 à Taiyuan, dans la province du Shanxi, en République populaire de Chine, est un réalisateur et scénariste de cinéma.

## Filmographie
| Année | titre international (traduction) ou français | titre original                   | média      | fonction                                              |
| ----- | -------------------------------------------- | -------------------------------- | ---------- | ----------------------------------------------------- |
| 2000  | Lao Baixing                                  | 老百姓                           | télévision | réalisateur                                           |
| 2001  | Xingixi si, xingxi san                       | 星期四，星期三                   | cinéma     | réalisateur, scénariste, directeur de la photographie |
| 2002  | Laoshan                                      | 老山                             | télévision | réalisateur                                           |
| 2002  | Wei qing chuji                               | 危情出击                         | télévision | réalisateur                                           |
| 2003  | Xianghuo                                     | 香火                             | cinéma     | réalisateur, scénariste, directeur de la photographie |
| 2004  | Zhongguo shi linhun                          | 中国式离婚                       | télévision | réalisateur                                           |
| 2005  | Mongolian Ping Pong                          | 绿草地 (prairie verte)           | cinéma     | réalisateur                                           |
| 2006  | Crazy Stone                                  | 疯狂的石头                       | cinéma     | réalisateur, scénariste, directeur de la photographie |
| 2009  | Crazy Racer                                  | 疯狂的赛车                       | cinéma     | réalisateur, scénariste, directeur de la photographie |
| 2010  | The University Days of a Dog                 | 一只狗的大学时光                 | cinéma     | Directeur artistique                                  |
| 2011  | Sauna on Moon                                | 嫦娥 (Chang'e)                   | cinéma     | Directeur de production                               |
| 2012  | Guns and Rose                                | 黄金大劫案 (grand désastre doré) | cinéma     | réalisateur, acteur                                   |
| 2012  | Une vie simple                               | 桃姐                             | cinéma     | acteur                                                |
| 2013  | No Man's Land                                | 无人区                           | cinéma     | réalisateur, acteur                                   |
| 2014  | Breakup Buddies                              | 心花路放                         | cinéma     | réalisateur, scénariste                               |
| 2018  | Dying to Survive                             | 我不是药神                       | cinéma     | acteur                                                |
| 2019  | Crazy Alien                                  | 疯狂的外星人                     | cinéma     | réalisateur                                           |
| 2019  | My People, My Country                        | 我和我的祖国                     | cinéma     | co-réalisateur                                        |
| 2020  | Endgame                                      | 人潮汹涌                         | cinéma     | producteur                                            |